# Заречье (Луцкий район)
Заречье (укр. Заріччя) — село в Колковской поселковой общине Луцкого района Волынской области Украины.
До 2020 года входило в Маневичский район.
Код КОАТУУ — 0723681102. Население по переписи 2001 года составляет 382 человека. Почтовый индекс — 44650. Телефонный код — 3376. Занимает площадь 1,57 км².